# Baba-aha-iddina
Baba-aha-iddina – król Babilonii, następca pojmanego i uprowadzonego do Asyrii króla Marduk-balassu-iqbi. Nie był spokrewniony ze swym poprzednikiem i panował jedynie przez rok (812 r. p.n.e.). Podzielił los Marduka-balassu-iqbi kiedy asyryjski król Szamszi-Adad V najechał po raz kolejny Babilonię.